# Always (Gabrielle)
Always è il sesto album della cantante inglese Gabrielle.

## Il disco
L'album è uscito il 1º ottobre 2007 in Inghilterra, ed è stato preceduto dal singolo "Why" il 24 settembre 2007. 'Always' è entrato nella classifica inglese dei dischi più venduti, direttamente all'undicesimo posto.

## Tracce
1. Always
2. Heartbreaker
3. Why
4. I Remember - originally called When We Were One
5. Every Little Teardrop
6. I'm Not In Love
7. Love Me Like You Do
8. Wiser
9. All I Want
10. It's Breaking My Heart
11. Cold Sober Moment
12. Show Me Love
13. Closure

## Classifiche
| Classifica (2007) | Posizione più alta |
| ----------------- | ------------------ |
| Irlanda           | 79                 |
| Regno Unito       | 11                 |